# Галиче (скала)
 Тази статия е за обектът в Антарктида.  За селото във врачанска област вижте Галиче.  
Скала Галиче е скално образувание на нос Сомовит на източния бряг на остров Робърт от групата на южните Шетландски острови, Антарктида. Простира се на 300 м в северозападно-югоизточно направление и 180 м в североизточно-югозападно направление и формира южната страна на входа към залив Круни и северната страна на входа към залив Цепина. Скалата е наименована на селото в северозападна България
|  | Тази страница частично или изцяло представлява превод на страницата Galiche Rock в Уикипедия на английски. Оригиналният текст, както и този превод, са защитени от Лиценза „Криейтив Комънс – Признание – Споделяне на споделеното“, а за съдържание, създадено преди юни 2009 година – от Лиценза за свободна документация на ГНУ. Прегледайте историята на редакциите на оригиналната страница, както и на преводната страница, за да видите списъка на съавторите. ВАЖНО: Този шаблон се отнася единствено до авторските права върху съдържанието на статията. Добавянето му не отменя изискването да се посочват конкретни източници на твърденията, които да бъдат благонадеждни. |